# 工藤明子
工藤 明子（くどう あきこ、1944年〈昭和19年〉1月1日 - ）は、日本の女優。本名、大出 明子。旧姓名は芸名と同じ。
東京都出身。東京都立竹台高等学校卒業。劇団民藝俳優教室出身。田中プロモーションに所属していた。
夫は、俳優の大出俊。

## 人物
1962年、高校卒業と同時に東宝芸能学校に入学する。東宝芸能学校の同期には歌手の美川憲一がいた。
1963年に本格的な演技の勉強のために劇団民藝俳優教室に入り、1969年に劇団員となるが、1970年に民藝を退団する。
1970年に東映と契約して、『任侠興亡史 組長と代貸』（1970年）で鶴田浩二の相手役として本格的にデビューする。以後も、『日本暴力団 組長くずれ』（1970年）、『関東緋桜一家』（1972年）などの仁侠映画で主に情婦役で出演する。1973年の紹介記事では「大柄で派手な顔立ちのためにそのような役ばかり回るが、本当は平凡な娘役もやりたい」と述べている。
1970年代中盤よりテレビドラマに活動の場を移す。
大出俊とは1976年に結婚。その時には彼の連れ子として大出真也がいた。
特技は、日本舞踊、モダンバレエ。

## 出演

### 映画
- 燃えつきた地図（1968年、大映）
- 任侠興亡史 組長と代貸（1970年、東映）
- 日本暴力団 組長くずれ（1970年、東映）
- 博徒仁義 盃（1970年、東映）
- 札つき博徒（1970年、東映）
- 人斬り観音唄（1970年、東映）
- 博徒外人部隊（1971年、東映）
- 現代やくざ 盃返します（1971年、東映）
- 傷だらけの人生（1971年、東映） - 大島あい
- まむしの兄弟 お礼参り（1971年、東映）
- 博徒斬り込み隊（1971年、東映）
- 関東緋桜一家（1972年、東映）
- 日本暴力団 殺しの盃（1972年、東映）
- 夜の女狩り（1972年、東映）
- 新網走番外地 嵐呼ぶダンプ仁義（1972年、東映）
- キスより簡単2 漂流編（1995年、バンダイビジュアル）
- トラブルシューター（1995年、バンダイビジュアル）

### テレビドラマ
- 待ってますワ（1969年、TBS）
- あひるの学校（1969年、NHK）
- キイハンター 第120話「宝石泥棒 裸で御免なさい」（1970年、TBS）
- プレイガールシリーズ （12ch）
  - プレイガール
    - 第51話「女は体で勝負する」（1970年）
    - 第112話「妻は過去に何をしていた?」（1971年） - 冬子
    - 第182話「たまき撃たる!!」（1972年） - 吉沢百合子

  - プレイガールQ  第32話「女は裸で虚々実々」（1975年） - 石渡春子
- 柳生十兵衛 第9話「仇討ち紅だすき」（1970年、CX） - 本荘早百合
- 江戸川乱歩シリーズ 明智小五郎 第14話「人喰い人間」（1971年、12ch） - 大河原由美子
- 大忠臣蔵（1971年、NET）
- 人形佐七捕物帳 第8話「飾り羽子板三人娘」（1971年、NET）
- 荒野の素浪人 第1シリーズ（1972年、NET）
  - 第5話「獄門 関所破り」
  - 第48話「挽歌 白蘭の牙」 - お志津
- 木枯し紋次郎 第2部 第6話「女郎蜘蛛が泥に這う」（1972年、CX） - お勝
- 長谷川伸シリーズ 第21話「獄門お蝶」（1973年、NET）
- 荒野の用心棒 第1話「死の砲撃は冥土に吠えて…」（1973年、NET） - お妙
- 愛のはじまるとき（1973年、CX）
- 剣客商売 第9話「決斗、見付宿」（1973年、CX / 東宝） - おもん
- ポーラテレビ小説 / やっちゃば育ち（1974年、TBS） - つや子
- 大江戸捜査網（12ch / 三船プロ）
  - 第124話「みなごろし長屋騒動」（1974年） - お浜（お蘭）
  - 第191話「殺人依頼の謎」（1975年）
- 太陽にほえろ!（NTV）
  - 第131話「刑事の胸の底には…」（1975年） - 久仁子
  - 第345話「告発」（1979年） - 滝沢伸江
  - 第388話「ゴリラ」（1980年） - 伊藤咲江
  - 第702話「教室」（1986年） - 中里愛子
  - 太陽にほえろ! PART2 第1話「悪魔のような女」（1986年） - 吉本夫人
- ふりむくな鶴吉 第28話「奴女郎」（1975年、NHK）
- 破れ傘刀舟 悪人狩り 第24話「女囚の挽歌」（1975年、NET） - おさき
- Gメン'75 第10話「大空の身代金」（1975年、TBS）
- ザ★ゴリラ7 第17話「許せぬ奴らに花一輪」（1975年、NET） - 歌川由美子
- 必殺シリーズ（ABC）
  - 必殺仕置屋稼業 第1話「一筆啓上地獄が見えた」（1975年） - おみよ / おいと（二役）
  - 必殺仕事人IV 第18話「なんでも屋の加代 花嫁になる」（1984年） - お美津
- 同心部屋御用帳 江戸の旋風 第24話「駆け落ち裁き」（1975年、CX）
- 明治の群像 海に火輪を（1976年、NHK）
- 土曜ワイド劇場（ANB）
  - 悪夢 恋人たちの25時（1977年）
  - 危険な団地 あなたに似た子（1978年）
  - 結婚案内ミステリー風 略奪された花嫁!（1984年）
  - 京都殺人案内
    - 第11作「美人社長誘拐さる!」（1985年） - 織笠孝子
    - 第20作（1994年） - 内村かね

  - 警視庁女性捜査班 第2作（2000年） - 小笠原那美子
  - 加賀百万石嫁とり殺人（2003年） - 富沢フキコ
  - キレイになりたい!（2003年）
- 破れ奉行 第12話「悲愁!八千両の鈴」（1977年、ANB） - お銀
- 特捜最前線（ANB / 東映）
  - 第101話「拳銃哀歌I・狼たちは跳んだ!」、第102話「拳銃哀歌II・狼たちの決算!」（1979年）
  - 第182話「海の底から来た目撃者!」（1980年）
  - 第193話「老刑事、鈴を追う!」（1981年）
  - 第209話「三千万を拾った刑事!」（1981年）
  - 第279話「誘拐・ホームビデオ挑戦状!」（1982年）
  - 第349話「ギリシャから来た女!」（1984年）
- 親切（1979年3月25日、NHK） - あっ子
- 熱中時代・刑事編 第15話「紫色の熱中刑事」（1979年、NTV） - 黄色いバラの女
- 少年ドラマシリーズ / 七瀬ふたたび 第8話「家族」（1979年、NHK）
- 探偵物語 第13話「或る夜の出来事」（1979年、NTV） - 滝田広子 役
- 西遊記II 第13話「人食い妖怪・若返りの泉」（1980年、NTV）
- 松本清張シリーズ・天才画の女（1980年、NHK） - 佐伯頼子
- 西部警察 第44話「ロング・グッドバイ」（1980年、ANB） - 木村由美子
- 大捜査線 第28話「贋札遊戯」（1980年、CX）
- 熱中時代 第2シリーズ 第18話「マムシ・イモ掘り・テレビ局」（1980年、NTV） - 女優・花の木悠子
- 木曜ゴールデンドラマ / 千姫春秋記（1981年、YTV）
- ザ・ハングマンII 第4話「天下り役人に仏罰を」（1982年、ABC） - 大野木の秘書
- 赤かぶ検事奮戦記III 第11話「三年目の疑惑・夫は殺人犯か」（1983年、ABC） - 宇野美津子
- 花王 愛の劇場 / トラックかあちゃん（1983年、TBS）
- 月曜ワイド劇場 / 女囚犯歴簿 第2作（1983年、ANB）
- 火曜サスペンス劇場（NTV）
  - 殺意の海（1983年）
  - 引き裂かれた白衣（1986年）
  - 身辺警護 第3作（1999年）
- 時代劇スペシャル / 烙印の女たち（1984年、CX）
- 刑事物語'85 第10話「被害者の黙秘権」（1985年、NTV / ユニオン映画）
- 暴れん坊将軍II 第142話「捨て子の父は辰五郎!?」（1986年、ANB / 東映） - 八重
- 水曜ドラマスペシャル→月曜ドラマスペシャル（TBS）
  - しのび逢い（1986年）
  - 浅見光彦シリーズ 第6作「小樽殺人事件」（1996年） - 高島勝子
  - 万引きGメン・二階堂雪 第6作「逆恨み」（2001年） - 指令長
- 金曜女のドラマスペシャル / はるちゃん・待ちくたびれた女（1987年、CX / リバース企画）
- 男たちによろしく（1987年、TBS）
- 窓を開けますか?（1988年、CX）
- 大忠臣蔵（1989年、TX） - お丹
- 鬼平犯科帳 第3シリーズ 第14話「二つの顔」（1992年、CX / 松竹） - おろく
- 金曜ドラマシアター→金曜エンタテイメント（CX）
  - 鍵師 第1作（1993年）
  - 赤い霊柩車シリーズ 第4作「二つの墓標」（1995年） - 光代
  - 松本清張スペシャル・霧の旗（1997年）
- 水戸黄門（TBS / C.A.L）
  - 第22部 第20話「酔いどれ十手が悪を断つ -小倉-」（1993年） - お芳
  - 第23部 第3話「泣き笑い幽霊旅籠 -熊谷-」（1994年8月15日） - お豊
  - 第31部 第16話「刀が教えた賢兄愚弟 -岡山-」（2003年） - 菊乃
- はぐれ刑事純情派 第7シリーズ 第22話「ヤンママ殺人事件・残った万札」（1994年、ANB） - 中尾和枝 役
- 新・半七捕物帳 第4話「結び文」（1997年、NHK総合） - 「倉田屋」女房 役
- 永遠の1/2（2000年、TBS）
- 大江戸を駈ける! 第2話「殺された純情」（2000年、TBS）
- ワンダフルライフ 第11話「こんなつらい別れ」（2004年、CX）
- その男、副署長〜京都河原町署事件ファイル〜 第1シリーズ 第4話「京都、八坂の五重塔が見た殺人アリバイ」（2007年、EX） - 神田政子 役

### 舞台
- アンネの日記
- 吉原炎上
- 大阪純情物語